# World Racing
World Racing est un jeu de course de voiture, plutôt orienté arcade, développé par Synetic, édité par TDK Mediactive, sorti en février 2003 sur Xbox et en septembre 2003 sur Windows et sur PlayStation 2. Le jeu comprend la plupart des voitures Mercedes-Benz, et seulement cette marque. Le nombre de voitures et de circuits disponibles s'élève à plus de 100. Le jeu possède également un grand nombre d'environnements différents, qui sont au nombre de sept, dont les Alpes, le Nevada ou encore l'Australie. En avril 2004, le titre sort sur GameCube, dans une version non optimisée malgré le retard de la date de sortie par rapport aux autres supports. Une suite, World Racing 2, est sortie le 25 novembre 2005 sur Xbox, Playstation 2 et sur ordinateur.

## Accueil
- Jeux vidéo Magazine : 10/20[1]
- Jeuxvideo.com : 15/20[2]